# Richard Crodel

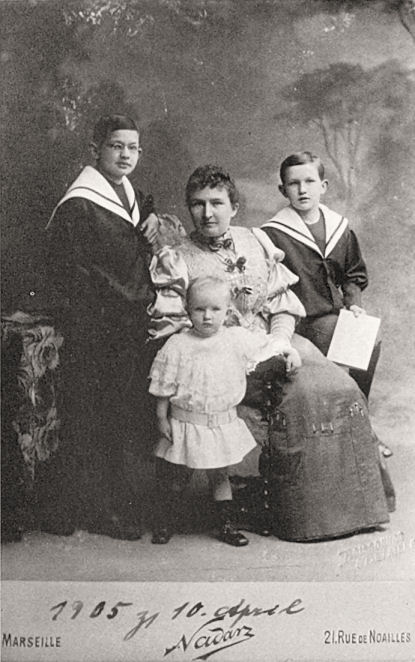
Jugendbildnis Richard Crodel (vorne) mit seiner Mutter Marie geb. Mengert und seinen Brüdern, Marseille 1905 (Aufnahme: Nadar, Marseille)

Richard Crodel (* 23. Februar 1903 in Marseille; † 1944) war ein deutscher Schauspieler und Regisseur.

## Leben
Richard Crodel wuchs zunächst in Marseille, wo sein Vater Carl Richard Crodel († 1914) als Großkaufmann und deutscher Konsul tätig war, dann ab 1912 in Jena auf. Seine Brüder waren Charles Crodel (1894–1973) und Heinrich Crodel (1897–1945). Er studierte ab 1921 an der Universität Jena Germanistik, Kunstgeschichte, Philosophie und Psychologie, ab Mai 1923 an der Universität München. Am 21. Mai 1926 wurde er dort im Fach Theatergeschichte mit der Arbeit Der Schauspieler Ernst Possart promoviert.
Er nahm in Weimar bei Rudolf Rieth Schauspielunterricht und wirkte dann 1926/27 in Mönchengladbach. Seit 1930 war Crodel erster Dramaturg, Spielleiter und Schauspieler am Nationaltheater Weimar. Er inszenierte dort im Januar 1933 Der Mann mit den grauen Schläfen von Leo Lenz und im Mai 1933 Bargeld Lacht von Nándor Újhelyi (1888 – 1933).
Der Politisierung des Nationaltheaters unter Franz Ulbrich begegnete Crodel durch den Wechsel an das Nordmark-Landestheater Schleswig. Etwa 1936 bis 1939 wirkte Crodel am Staatstheater Mainz, um dann bis zur Wehrverpflichtung 1943 am Theater Koblenz zu wirken. Seit 1939 war Crodel verheiratet mit Anne Klein (geb. 1908 in Neuwied, gest. 1977 in Heilbronn).

## Veröffentlichungen
- Der Schauspieler Ernst Possart. Hütter, Mönchengladbach 1927 (Dissertation).
- (Schriftleitung): Das Goethe-Jahr in Weimar. Verlag Theaterkunst Otto Glenk, München 1932.
- Franz Ulbrich. Ein Beitrag zur Theatergeschichte Thüringens. In: Das Thüringer Fähnlein. Monatshefte für die mitteldeutsche Heimat. Jg. II, Jena 1933, S. 221–224.